# A per (regény)

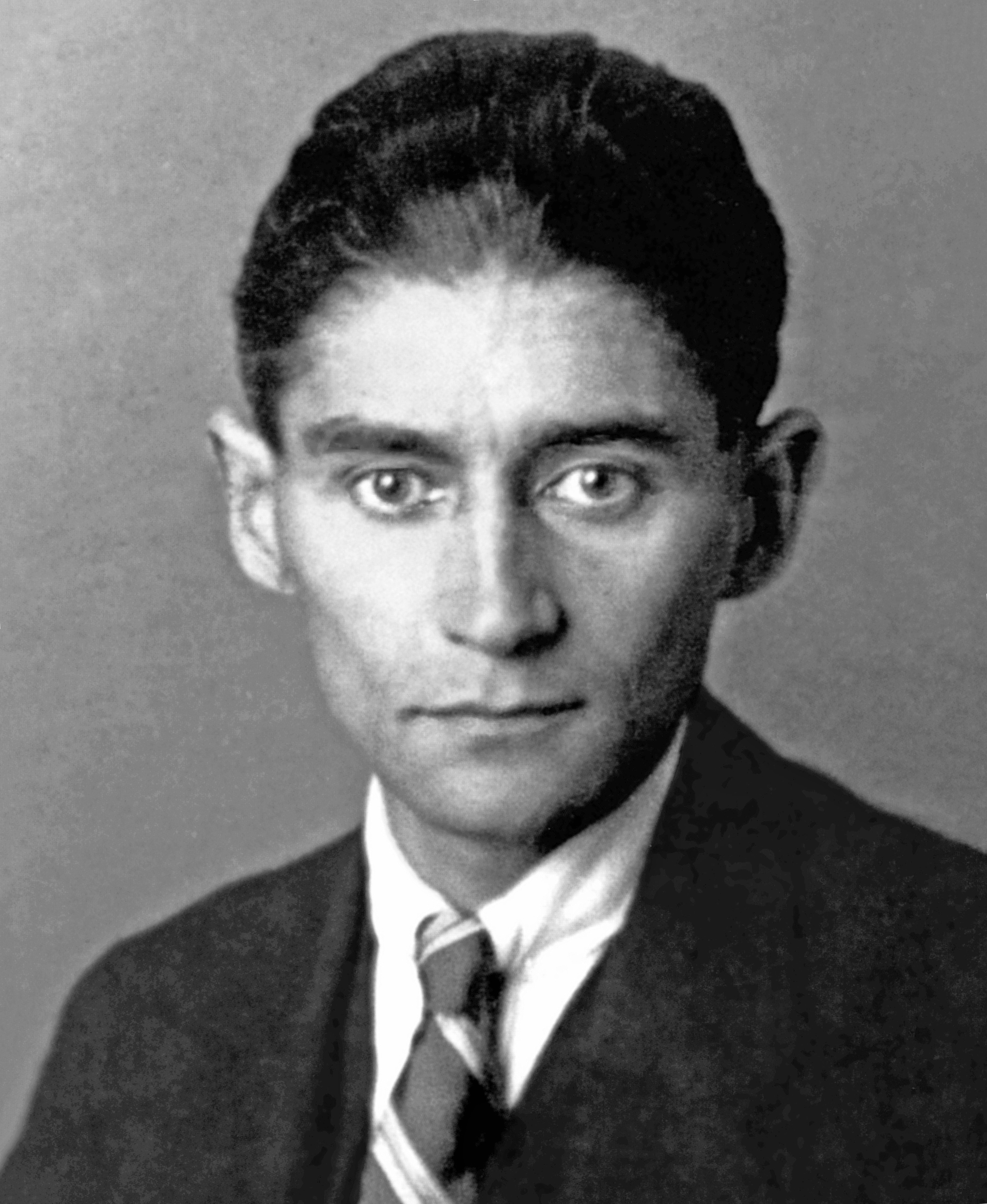
Franz Kafka

A per (Der Prozeß) Franz Kafka leghíresebb regénye. A mű 1914-ben keletkezett, de csak 1925-ben jelent meg kiadásban az író barátja, Max Brod jóvoltából. A szerző arra kérte barátját, hogy kéziratait a halála után semmisítse meg, Brod viszont megjelentette őket.
A per központi helyet foglal el Kafka életművében, akár azok összegzésének is tekinthető, hiszen korábbi alkotásainak motívumait foglalja össze és teljesíti ki. Az író sajátos, ironikus és groteszk látásmódján keresztül ábrázolja a bűn és bűnhődés, törvény és törvénytelenség, bíróság és ítélet rejtelmes kérdéseit és problematikáit. Josef K.-t ártatlanul letartóztatják, rejtelmes per folyik ellene, ügye sosem jut el a felsőbb bíróságokig, végül elítélik és kivégzik.

## Cselekmény
|  | Alább a cselekmény részletei következnek! |

„Valaki megrágalmazhatta Josef K.-t, mert noha semmi rosszat sem tett, egy reggel letartóztatták.” A per, mint Franz Kafka legtöbb műve, az ébredéssel indul, ám ezt követően a valóság történései mintha egy különös rémálom kusza képei, víziói lennének. Josef K. arra ébred, hogy két őr jelent meg a lakásán, s közlik vele a letartóztatás tényét. Az őrök viselkedése minden erkölcsöt áthág, megsértik Josef K. szobáját, sőt a szomszéd Bürsner kisasszonyét is, megsértik Josef K. személyes holmijait, megeszik a reggelijét, sőt ki akarják csalni a ruháit és a pénzét is. Közlik vele, hogy bár le van tartóztatva, bemehet munkahelyére, elláthatja a kötelességeit, ugyanúgy élheti az életét, mint korábban. Ezzel kezdetét veszi Josef K. kálváriája, az abszurd letartóztatástól egészen az ítéletig, a kivégzéséig hányódik az érthetetlen és zűrzavaros történések és a felfoghatatlan, titokba zárt törvények útvesztőjén. A legfontosabb kérdés pedig, hogy K.-t mivel vádolják, mit követhetett el, sosem derül ki, mintha egyáltalán nem lenne lényeges vagy semmiképp sem szabadna kiderülnie. Ez a feltörhetetlen titok mintha nyilvánvalónak, sőt természetesnek tűnne, ezáltal még meghökkentőbbé, még döbbenetesebbé teszi a mű irracionális, szinte misztikus világát.
A regény tíz fejezetre oszlik, ám ezek lazán fűzött történések vonulatai, akár elhagyhatók, felcserélhetők is lehetnek, kivéve egyes kulcsfejezeteket illetve néhol megjelenő kulcskifejezéseket.
A letartóztatást követően K.-t értesítik, hogy következő vasárnap vizsgálatot tartanak az ügyében, ezen köteles megjelenni. Sőt, ezek a vizsgálatok rendszeresek lesznek, mivel hamar le akarják őket zárni, ezért követik majd olyan sűrűn egymást. Itt a mű elején még némi bizakodás, optimizmus is elsuhan a levegőben, K. bízik benne, hogy az első vizsgálat az utolsó lesz, bízik a felmentésben és az igazságban. A különös tárgyalást azonban abszurd környezetben, bérházak poros padlásán tartják, a bérházakban zajlik az élet, gyerekek játszanak, asszonyok főznek, K. többször is eltéved a zegzugos folyosók keszekusza útvesztőin. A teremben az emelvényen ülnek a bírák, a karzaton emberek, akik ha nekik tetszőt hallanak, tapssal honorálják, sőt felmorajlanak, nevetnek, mintha csak valami különös színház nézőközönségéhez tartoznának. K. szenvedélyes szónoklatot tart nekik, elpanaszolja az őt ért sérelmet, megaláztatást, az őrök erkölcstelen, korrupt viselkedését, bíráit kioktatja, korrupcióval vádolja, többször is kivívja a tömeg ujjongását, lelkesedését, végül veszi a kalapját és távozik. Eltelik egy hét, ám K. hiába várja, nem kap értesítést a tárgyalásról, végül maga indul a vizsgálat helyszínére. Immár könnyebben odatalál, ám a terem üres és poros és még siralmasabb látványt nyújt. K. keresi a bíróságot, egy magasabb rangú hivatalnokot, ám csupán különös emberekbe botlik és fura jelenetek tanújává válik. Például különös vonzódása egy nő iránt, akit ölbe kapva elvisz előle egy görbelábú, szakállas diák. K. találkozni akar szomszédjával, Bürstner kisasszonnyal is, hogy magyarázatot adjon neki a történésekről, a lány azonban minden közeledési kísérlete elől kitér, s barátnőjét, Montag kisasszonyt küldi maga helyett. K. sóvárogva vágyik a nőkre, Bürstner kisasszony iránt is vonzódik, s a nő akár komoly társa is lehetne az életben, ám K.-nak csupán hideg elutasításban lesz része. A másik fontos nőalak Leni, az ügyvéd ápolónője. K. nagybátyja, Karl megtudja, hogy büntető per folyik K. ellen, segíteni szeretne, s elviszi őt egy barátjához, Hund ügyvédhez. Az ügyvéd vonakodik elvállalni az ügyet, mert túl nehéznek tartja. K. itt ismeri meg az ügyvéd ápolónőjét, Lenit, akivel szenvedélyes kapcsolatba bonyolódik. Bár Leni bájos teremtés, csupán testi kapcsolatra kapható, ahogy odaadja magát K.-nak, ugyanúgy odaadja magát másoknak is, a ledér testi szerelem megszemélyesítője.
K. nem tud a munkájára koncentrálni, mert folyton a per jár az eszében, egy védőiraton gondolkodik, amely ismertetné rövid életrajzát és magyarázatot fűzne cselekedeteihez. A bank egyik ügyfele egy Titorelli nevű festőhöz ad neki ajánlólevelet, aki szintén tud az ügyéről, ugyanis a törvényszéknek dolgozik. K. ellátogat a festőhöz. A festő három alternatívát kínál az ügyére. Az egyik a valódi felmentés, valódi felmentést azonban K. nem kaphat. A másik két lehetőség a látszólagos felmentés és a perhalasztás. A látszólagos felmentés „összpontosított időleges erőfeszítést igényel”, a festő felírná egy papírra ártatlansága igazolását és ezzel sorra járná az ismerős bírákat. A bíró a kezesség miatt felmenthetné K.-t, ezzel viszont csak ideiglenesen lenne szabad, hiszen a festő ismerősei alacsonyabb bírák, nincs joguk a végleges felmentéshez, a felső bírákat azonban a festő nem ismeri. K. így csak pillanatnyilag lehetne szabad, a vád továbbra is a feje fölött lebegne. A perhalasztás „kisebb erőfeszítést igényel, de tartósat”. Abból áll, hogy a pert huzamosan a legalsó perszakaszban tartják, a vádlottnak vagy segítőjének állandó érintkezésben kell lennie a bírósággal. El kell járni a bíróhoz, megőrizni a barátságát, ismerősök által befolyást gyakorolni rá. A per nem szűnik meg, csupán nem jut túl az első szakaszán, s a vádlott majdnem biztonságban érezheti magát az ítélettől. Fenn kell azonban tartani a látszatot, hogy a per folyik, időnként kihallgatásokon kell jelentkezni, amik jobbára formaságok, a bírákkal tartani kell a kapcsolatot. K. meglepődve fedezi fel, hogy a festő padlásán bírósági irodák vannak, sőt a műterme is bírósági irodához tartozik, a festő azonban ezt teljesen természetesként kezeli.
A mű legfontosabb része, mikor K. egy olasz ügyfélnek meg akarja mutatni a dómot, s a dómnál találkozik a börtönkáplánnal, aki egyúttal pap is. A pap magához inti K.-t és azt mondja, rosszul áll a pere, bűnét bizonyítottnak tekintik. Különös történetet mesél K.-nak a Törvény kapujában álló őrről és egy messziről érkezett emberről, aki bebocsátást kér. A kapuőr azt mondja, nem engedheti be, beszökhet a tilalma ellenére, ám ő hatalmas, pedig ő csupán a legkisebb kapuőr, minden teremnél újabb őr áll, mind egyre hatalmasabb, ő maga el sem bírja viselni a harmadik őr látványát. A férfi egy zsámolyra ül a kapu mellé, ott ül napokig, évekig. Várja a bebocsátást, részt vesz kihallgatásokon, mindenét arra költi, hogy megvesztegesse a kapuőrt, aki mindent el is fogad, de nem ereszti be. Pedig a bejáraton nem mehetne más be, csak a férfi, hiszen a bejáratot neki szánták. A férfi végül meghal, a kapuőr pedig becsukja a bejáratot.
A harmincegyedik születésnapja előtti estén K.-nál két férfi jelentkezik, egy kőbányához viszik, ahol beteljesül a végzete. Az egyik férfi a szívébe döfi a kést, K. úgy hal szégyenteljes halált a gyilkosai által, „akár egy kutya”, sose látta a bírót és sose jutott el a felső bíróságra.
|  | Itt a vége a cselekmény részletezésének! |

## Szereplők
- Josef K.: cégvezető egy bankban
- Bürstner kisasszony: K. szomszédja
- Grubachné: Josef K. szállásadója
- Rabensteiner, Kullich, Kaminer: bankhivatalnokok
- Willem, Franz: az őrök, akik letartóztatják
- Karl bácsi: K. nagybátyja
- Erna: Karl bácsi lánya
- Huld: ügyvéd
- Leni: K. egyik szerelme, könnyedén odaadja magát K.-nak és bárkinek
- Titorelli: törvényszéki festő
- A pap, a börtönkáplán

## Franz Kafka írói világa
Kafka teljes mértékig kihasználja a groteszk helyzetben lévő lehetőségeket. A groteszk olyan esztétikai minőség, amely a szélsőségesen össze nem illő elemek bizarr társítását alkalmazza, ezáltal nevetséges vagy borzongató hatást kelt. A groteszk műben egymással kombinálódhat reális és irreális, látszat és valóság, komikum és tragikum, sőt naturalizmus és fantasztikum is jellemző lehet rá. Az abszurd művekben is gyakori a groteszk jelleg, az abszurd viszont egyneműbben fejez ki egy meghatározott világszemléletet, míg a groteszk nyitottabb és sokarcúbb.
Kafka műveiben a legmeghökkentőbb történések olvadnak össze valós eseményekkel úgy, mintha ez egészen természetes lenne. Az ember arra ébred, hogy féreggé változott, s ezen meg se lepődik különösebben, jobban izgatja, hogy munkáját el tudja látni és elérje a vonatát. A másik főhőst őrök ébresztik azzal, hogy le van tartóztatva, munkáját ugyanúgy végezheti, mint korábban, bűne sosem derül ki, végül pedig elítélik és kivégzik a sötétben. A különös történések magától értetődőnek tűnnek, Kafka kívülállóként, hideg tárgyilagossággal számol be az események folyásáról.

## A mű keletkezési körülményei és utóhatása
A mű megírásában valószínűleg szerepet játszott egy felbontott eljegyzés, a pszichológia, Kafka hányatott élete, harmadikként pedig még történelmi okok is. A jegyességet egy szállodában bontották fel Felice Bauerrel, a történteket Kafka megörökítette a naplójában. Felice Bauer lehetett a modellje Bürstner kisasszonynak, aki után K. hiába sóvárog, csupán elutasításban lesz része. Az eredeti műben F. B. monogrammal szerepelt, Később Max Brod adta neki a Bürstner nevet. A második oka a pszichológia volt, számára az írás jelentette az életben maradást. Míg nappal hivatalnokként dolgozott, éjjel írt. Naplójában rögzítette, hogy az írás adott célt életének, így párbeszédet tudott folytatni önmagával, s nem érezte magát olyan magányosnak, üresnek. Történelmi hátteret jelenthetett az I. világháború kitörése, a tömeges mészárlások, az Osztrák–Magyar Monarchia hazugságra épülő világrendje és az irracionális hatalom szorítása.
Végső soron Kafka minden műve minden világok irracionalitásáról szól. Életműve óriási hatást gyakorolt minden további nemzedékre a második világháborút követően.

## Feldolgozások
Legismertebb filmváltozatát Orson Welles készítette el Anthony Perkins főszereplésével. David Hugh Jones 1993-as azonos című adaptációjában Josef K. szerepét Kyle MacLachlan, a börtönkáplánt Anthony Hopkins alakította.

## Magyarul
- A per. Regény; ford. Szabó Ede, utószó Földes László; Irodalmi, Bukarest, 1966 (Horizont)
- Peter Weissː A per. Dráma 2 felvonásban Franz Kafka azonos című regénye nyomán; ford. Antal László; Európa, Bp., 1977 (Modern könyvtár)
- A per. Teljes, gondozott szöveg; ford. Szabó Ede, szerk., sajtó alá rend., jegyz. Kajtár Mária; Ikon, Bp., 1995 (Matúra Klasszikusok)
- A per, ford. Györffy Miklós, Palatinus, 2002